# Nólsoyar Páll
Poul Poulsen Nolsøe, plus connu sous le nom de Nólsoyar Páll (11 octobre 1766 à Nólsoy -  1809 à Sumba (îles Féroé)) est un héros national des îles Féroé.
Nólsoyar Páll était un marin, un commerçant et un poète féroïen. Il construisit en 1804 à Vágur le premier bateau véritablement féroïen, destiné à la navigation dans l'Atlantique, depuis le Moyen Âge, à savoir la goélette Royndin Fríða (littéralement : « Le plus bel essai »). Il fit naufrage en 1809 avec ce bateau en tentant d'aller chercher des céréales aux îles britanniques en vue de sauver les Féroïens d'une famine.
Fuglakvæði (Ballade de l'oiseau), écrit en 1805, est une pièce maîtresse du patrimoine national féroïen. Elle retranscrit la résistance des insulaires contre le monopole du commerce du Royaume du Danemark en ayant recours à la métaphore.

## Vie
Poul Poulsen vit le jour sur l'île de Nólsoy en octobre 1766, probablement le 11. Il fut le quatrième enfant de son père Poul Joensen (1724-1786) - d'où: Poulsen = fils de Poul) et de sa mère Susanne Djonedatter de Nólsoy. Sa famille venait de l'île d'Eysturoy. Il eut cinq frères et une sœur.
Du fait de son lieu de naissance, il reçut comme patronyme Nolsøe, c'est-à-dire l'ancien nom de l'île en danois (d'où: Nólsoyar Páll = Paul de Nólsoy ou Nólsoy-Paul). Trois des frères -  Poul, Johannes et Jacob apprirent rapidement à lire et furent personnellement encouragés par le jeune bailli Wenzel Hammershaimb (1755-1822), à qui ils empruntèrent des livres. L'oncle de Wenzel Hammershaimb, V. U. Hammershaimb, inventera plus tard, en 1846, la langue féroïenne écrite.
Les frères Nolsøe grandirent dans l'entreprise florissante Rybergs Handel, qui respectait le Monopole du royaume du Danemark. La capitale féroïenne Tórshavn, distante d'un mile de l'île de Nólsoy était à l'époque déjà peuplée d'artisans et de marins, dont un grand nombre venait de l'étranger.
Johannes étudia la médecine de manière autodidacte. On raconte qu'il avait un vieux livre traitant de cette matière à disposition et qu'il pouvait poser des questions à un cadre de la société Rybergs Handel dénommé Rosenmeyer. Jacob suivit des études de commerce et fut le plus solidement formé des trois frères. Il aurait dû être un excellent navigateur mais il devint employé de bureau de Rybergs Handel dont il gravit rapidement les échelons.
Le souhait de Poul Poulsens était de devenir marin. Il apprit donc la navigation et fut marchand pour Rybergs Handel. Après la mort de son père (qui avait combattu l'idée de son fils de faire de la mer son métier) il arpenta la mer pour Rybergs Handel.  En 1793, il serait allé à Paris et à Marseille. Selon des témoignages oraux, il aurait fait voile sous les drapeaux français et anglais, jusqu'à ce qu'il devint capitaine pour une société de commerce américaine. Est considéré comme avéré le fait qu'il visita les É.-U., les Antilles, l'Angleterre, la France, le Portugal, la Norvège, le Danemark et d'autres pays et qu'il prit connaissance des œuvres du grand poète écossais Robert Burns (1759-1796).
En 1798, on trouve sa trace à Copenhague, où il épousera la même année une femme originaire de l'île de Nólsoy. Après cette période à Copenhague, il retourne en 1800 aux îles Féroé. Quelque temps après, son épouse décède ; il se remarie à nouveau, cela en 1801, cette fois avec la fille d'un paysan fortuné des environs de Klaksvík sur l'île de Borðoy. Son beau-père lui donne une terre de 7 markatal, et l'on rapporte que Nólsoyar Páll était l'agriculteur qui abattait le plus de travail de tout l'archipel. D'ailleurs, pour le récompenser de ses exploits agricoles, la Société agraire royale lui décerna une médaille d'argent.
Il porta aussi son attention sur la construction navale. En tant que marin expérimenté, il sut d'emblée reconnaître les défauts qui caractérisaient les bateaux féroïens construits jusqu'alors. Il a su tiré profit de la longue tradition de l'île de Nólsoy en matière de construction de bateaux et du fait qu'il maîtrisait ce domaine. Il prolongea la quille (bateau) et renforça la proue. Le bateau pouvait ainsi maintenir un meilleur cap dans les courants forts des chenaux féroïens. Il remplaça la voile carrée carrée par une voile latine. Cela offrit une meilleure prise de vent au bateau. Peu de temps après, tous les bateaux construits aux îles Féroé le furent de cette manière.
Cependant, Nólsoyar Páll avait en tête quelque chose de plus important: pas moins que combattre pour la liberté de commercer et, partant, l'abolition du Monopole royal danois. Ses constructions de bateaux n'ont pas seulement été pensées dans une perspective d'amélioration du trafic maritime local mais également dans un but d'obtenir l'indépendance de l'archipel. Mais la plupart des gens ont trouvé cette idée « abstraite », notamment ce qu'elle impliquait dans le domaine des impôts.

## La ballade de l'oiseau
Dans la chanson Fuglakvæði, Nólsoyar Páll évoque l'huîtrier pie (Tjaldur ['tschaldur]), qui est depuis le symbole des velléités d'indépendance des îles Féroé).
Fuglurin í fjøruni
við sínum nevi reyða
mangt eitt djór og høviskan fugl
hevur hann greitt frá deyða,
Fuglurin í fjøruni.
C'est en réalité une chanson écrite en résistance au Monopole du Royaume du Danemark (qui dura environ de 1620 au 1er janvier 1856) et au colonialisme danois. En fait, l'huîtrier pie n'est qu'une métaphore de Nólsoyar Páll lui-même.

## Le retour de Nólsoyar Páll

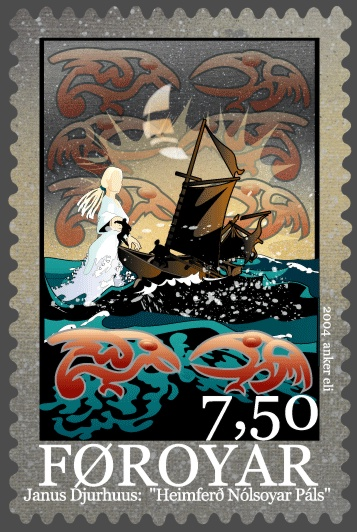
Timbre des îles Féroé, Heimferð Nólsoyar Páls (2004)

Le poète féroïen J.H.O. Djurhuus a écrit durant sa période national-romantique un poème sur Nólsoyar Páll, dont le titre est Heimferð Nólsoyar Páls, et dont la mort serait l'issue d'un complot selon une grande partie des admirateurs de Nólsoyar Páll. Nólsoyar Páll utilisait divers symboles dans sa Ballade de l'oiseau. L'huîtrier-pie est le héros et les corbeaux et corneilles sont les Danois. Djurhuus fait intervenir la reine nordique Rán comme symbole des pouvoirs qui s'opposent dans ce combat.
Ravnagorr yvir Beinisvørð,
skýdráttur, náttsól hálv -
Royndin hin Fríða mót heimastrond
í brotasjógvi og gjálv.
Kappar fróir á bunkanum,
kátastur Nólsoyar Pól:
Dansur og skemtan í annaðkvøld,
ástarleikur og ból.
Vreið kom Rán, klædd í glaðustrok,
so mjøllhvít og mikil sjón:
komin á fund tín, Nólsoyar Pól,
eg krevji títt bretska grón.
Komin á fund tín, Nólsoyar Pól,
eg bjóði tær heim í nátt,
nú lystir mær og mínum døtrum
at hoyra tín Fruntatátt.
Ræddist ei reysti Nólsoyar Pól,
Rán fekk frá skaldinum tøkk,-
gotrini sungu heljarljóð
og Royndin hin Fríða søkk.-
---
Dagur kom aftan á níðingsdáð,
-sorg var í tjaldra fjøld-
ravnar rýmdu frá Beinisvørð,
tá ið helvt var gingin av øld.
Dagur kom aftan á níðingsdáð,
Beinisvørður í sól-
frítt stóð fjallið í grønum stakki:
Rún um Nólsoyar Pól.
---
Traðkast og trælkast Føroyingar,
-fýrføttir fjakka um fjøll -
Fuglakvæðið tá Nólsoyar Pól
flytur í Ránar høll.
Traðkast og trælkast Føroyingar,
-missa mæli og mál -
muna skal annar Nólsoyar Pól
mikil í brynju og stál.

## Littérature
- Jakob Jakobsen: Poul Nolsøe, 2 volumes, Dänemark 1966 (d'abord en danois vers 1892, en féroïen en 1912)
- John F. West: Faroe. The Emergence of a Nation, London 1972  (ISBN 0-8397-2063-7)
  - John F. West: Færøerne. En nation og dens historie Gyldendalske boghandel.  Nordisk Forlag A/S, Kopenhagen 1974 (traduit de l'anglais)
- J.F.West: Nolsöe, Poul Poulsen. In: Byron J. Nordstrom (Hrsg.): Dictionary of Scandinavian History Greenwood Press, Westport, Connecticut (u.a.) 1986, S. 413-5